# Pilea pusilla
Pilea pusilla är en nässelväxtart som beskrevs av Johann Wilhelm Krause. Pilea pusilla ingår i släktet pileor, och familjen nässelväxter. Inga underarter finns listade i Catalogue of Life.